# H. Chr. Petersen
Hans Christian Petersen (født 2. juni 1875 i Vejle, død 16. juli 1944 i København) var en dansk borgmester i Odense Kommune 1925-1937, valgt for Det Konservative Folkeparti.
Petersen var købmand af uddannelse. Han fik tilnavnet Spare-Petersen – muligvis fordi han sammen med de øvrige konservative byrådsmedlemmer i 1923 fik nedsat et spareudvalg, der skulle komme med forslag til nedskæringsmuligheder i kommunen.
På trods af arg modstand fra Petersen og byrådets konservative flertal, blev arbejderkvarteret Skt. Hans Landsogn (det nuværende Skibhuskvarteret) indlemmet i kommunen i 1932. Ved kommunalvalget året efter lykkedes det de konservative at bevare magten, men i 1937 stormede Socialdemokratiet frem – godt hjulpet på vej af de mange nye vælgere i det tidligere landsogn. Spare-Petersen måtte overlade borgmesterkæden til I. Vilh. Werner.
Han er begravet på Assistens Kirkegård i Odense.